# Oldřich Lípa
Oldřich Lípa (19. prosince 1929 Rychvald – 21. října 2014 Karlovy Vary[zdroj?]) byl malíř, designér a sklářský výtvarník.

## Život
Oldřich Lípa studoval na reálném gymnáziu v Ostravě ale roku 1947 ze sexty odešel aby se vyučil řemeslu. Nejprve pracoval v brusírně skla Tschinkel v Chřibské a poté tři měsíce jako brusič (kulič) olovnatého skla ve firmě Inwald ve Svobodíně, kde se seznámil s Ludvikou Smrčkovou. Po únorovém komunistickém převratu roku 1948 a znárodnění soukromých podniků odešel studovat na Střední odbornou školu sklářskou v Novém Boru. Jeho učitelem v oddělení broušení skla byl Josef Michal Hospodka.
Po absolvování střední školy studoval v letech 1950–1955 v oddělení skla a monumentální malby prof. Josefa Kaplického na Vysoké škole uměleckoprůmyslové v Praze. Jeho spolužáky byli Jiří John, Adriena Šimotová, Jiřina Rejholcová (Žertová), Zdena Strobachová nebo Karel Wünsch. Spolu s Ladislavem Olivou hrál ve školní kapele. Ve škole se vyučovala hlavně kresba a na praxi jezdil do sklárny Moser v Karlových Varech. Studia absolvoval s vyznamenáním souborem broušeného skla.
Od roku 1955 působil jako první podnikový výtvarník v nově zřízeném vývojovém středisku n. p. Karlovarské sklo - Moser, Karlovy Vary. Patřil k umělcům, kteří ovlivnili moderní pojetí broušeného sodnodraselného skla. Své návrhy většinou realizoval ve spolupráci s karlovarským řezáčem skla Ivanem Chaloupkou a brusičem-kuličem Matušem Moťovským, ale dokončoval je sám, protože si přál, aby rukopis jeho rytin byl nenapodobitelný. Vystavoval sklo na Milánském trienále roku 1957, na Expo 58 v Bruselu, na přehlídkách českého skla v Moskvě, Corningu a Sao Paulu (1959) a na Expo 67 v Montrealu a získal řadu ocenění. Roku 1981 odešel do důchodu, ale se sklárnou Moser externě spolupracoval ještě v letech 1995-1997. Zúčastnil se sklářských sympozií v Novém Boru (1991), Karlových Varech (1973. 1992, 1997) a Kamenickém Šenově (1996, 1999, 2000).
Zemřel v Karlových Varech[zdroj?] roku 2014 ve věku 85 let.

### Ocenění
- 1957 Zlatá medaile, XI. Triennale Milano
- 1958 Zlatá medaile za kolekci skla, Expo 58 Brusel
- 1959 Mezinárodní výstava skla, Corning, USA, Lázeňská cena Karlovy Vary
- 1977 Nejlepší výrobek roku CID

## Dílo
Je autorem nápojového, dekorativního hutního, foukaného, broušeného a osobitě pojatého rytého skla, často zdobeného výraznými brusičskými zásahy. Od 60. let patřil k průkopníkům moderní české autorské rytiny ve skle. Jeho abstraktní ryté vzory byly často inspirovány hudbou (Váza Concerto Grosso dle Händela, 1965), nebo soudobým vizuálním uměním (Pocta Salvadoru Dalí, 1979, Pocta P. Kleeovi, Pocta J. Šímovi, 1991) Lípův význam v realizacích pro sériovou výrobu spočívá v hledání nekonvenčních řešení, která nepodléhají módě. Snažil se dojít k tvarové moderní klasičnosti hledáním kontaktu s ostatní hmotnou kulturou a studiem přírody.
Oldřich Lípa ukončil studia na VŠUP roku 1955, v době nejtužšího komunistického režimu, kdy jediným oficiálně povoleným výtvarným stylem byl tzv. socialistický realismus. Do sklárny Moser přinesl odvážný, nekonvenční a novátorský přístup, když uplatnil své abstraktní poeticko-lyrické návrhy s náznaky figurace (styl později označovaný jako "lyrický informel"). Zprvu také zajišťoval realizaci podkladů, které dostával z Ústavu bytové a oděvní kultury v Praze (ÚBOK). V té době to byly zejména návrhy skla pro Trienále v Miláně (1957) a Světovou výstavu Expo 58 v Bruselu. Jeho vlastní souprava pro následující Milánské trienále roku 1960 (Souprava Milano, 1960) získala ocenění a byla vystavována, ale do výroby zařazena nebyla.
Oldřich Lípa byl především kreslíř, ale v kresbách domýšlel jejich finální realizaci ve skle a technologické, fyzikální i výtvarné okolnosti rytiny. Do jeho úvah tak vstupuje i objem skleněného objektu a jeho silueta, vnitřní a vnější prostor, lom světla, propustnost a odraz světelných paprsků i výtvarné složky samotné rytiny - hloubka a mocnost linií a jejich vzájemná propojenost. Zpočátku upřednostňoval čiré sklo, ale později i sklo barevné nebo opakní. V průběhu jeho působení ve sklárně Moser se jeho kresba proměnila od lyricky rozvolněných a téměř mlžných znakových polí a prostorů přes střídmější rytiny s figurální symbolikou nebo geometrickou abstrakcí až po suverénní a spontánní gestickou kresbu v posledních letech.
V celé Lípově tvorbě hraje významnou roli jeho láska k hudbě - od barokních fug Johanna Sebastiana Bacha, přes impresionismus Clauda Debussyho a Maurice Ravela, romantismus Frederika Chopina až po duchovně vypjatého Bohuslava Martinů nebo hluboce emocionálního Leoše Janáčka. Inspiruje ho i jazzová hudba (J. Ježek, Buggati step) nebo příroda za oknem jeho ateliéru. Své hudební prožitky výtvarně interpretuje nervními shluky či stavebními kompozicemi čar, bodů, šrafur a drobných útvarů, které zvýrazňuje leskem a matem, povrchovou strukturou či hloubkou řezu ve skle. Lípova niterní sdělení v řezaném skle, která jsou zcela osobitá, charakterizuje uvolněný, bezprostřední a citlivý výtvarný projev. Jeho sochařské broušené objekty z let 1992-1993 z čirého skla, zdobené rytinou, počítají se současným působením dvou nebo více rozdílně opracovaných ploch skla a iluzivním působením průhledů (Pocta F. Halasovi/Torzo naděje, 1990-1991) ,(Objekt III, 1992), (Stříbrný vítr, 1993),
Oldřich Lípa vytvořil jednu z prvních podob Grand Prix pro Mezinárodní filmový festival v Karlových Varech, ocenění pro vítěze interpretačních soutěží Pražského jara a ceny pro nejlepší interprety děl Bohuslava Martinů při Mladém podiu v Karlových Varech. Navrhl několik skleněných vitráží, skleněných objektů a svítidel do architektury. Je zastoupen v prestižních sbírkách uměleckého skla v USA a v Evropě.

### Zastoupení ve sbírkách (výběr)
- Corning Museum of Glass, New York
- Kunstsammlungen der Veste Coburg
- Glasmuseum Hentrich - Museum kunst Palast, Düsseldorf
- Göteborgs konstmuseum
- Carleton Art Gallery, Northfield, Minnesota
- Galerie Pauli, Benátky
- Moravská galerie v Brně[22]
- Museum di Vaticano
- Steinberg Foundation, Vaduz
- Muzeum skla a bižuterie v Jablonci nad Nisou
- Severočeské muzeum p.o., Liberec
- Uměleckoprůmyslové museum, Praha
- Východočeské muzeum, Pardubice
- Západočeské muzeum, Plzeň

### Autorské výstavy (výběr)
- 1959 Oldřich Lípa: Sklo, Galerie umění Karlovy Vary
- 1960 Oldřich Lípa: Sklo, Karlovarské muzeum
- 1961 Oldřich Lípa: Sklo, Letohrádek Ostrov
- 1963 Oldřich Lípa: Sklo, Brno
- 1967 Oldřich Lípa: Sklo, Karlovarské muzeum, Bratislava
- 1970 Oldřich Lípa: Sklo, Karlovarské muzeum, Berlín
- 1971 Oldřich Lípa: Sklo, Letohrádek Ostrov, Varšava, Krakov, Katovice
- 1990 Oldřich Lípa: Sklo, kresby, Letohrádek Ostrov
- 2000/2001 Oldřich Lípa: Sklo, Karlovarské muzeum, Muzeum Ostrava
- 2003 Moser & Oldřich Lípa. Víc než skleněná krása, Galerie Moser, Praha
- 2004 Oldřich Lípa: Štíty proti tuposti, Sklářské muzeum, Kamenický Šenov, Galerie Budoucnost, Ostrava
- 2005 Galerie Imperial, Karlovy Vary
- 2006 Oldřich Lípa: Kresby, odlesky skla, Galerie umění Karlovy Vary

### Kolektivní výstavy
Oldřich Lípa v letech 1957-1988 vystavil své sklo na více než 50 mezinárodních výstavách (Milano, Brusel, New York, Moskva, Amsterdam, Varšava, Mnichov, Montreal, New Delhi, Turín, Rostock, Berlín, Výmar, Hamburg, Düsseldorf, Havana, paříž, Frankfurt nad Mohanem, Bilbao, Vídeň, Řím, Kassel, Athény, Toledo, Brémy, Londýn, aj.)

### Katalogy
- Oldřich Beran, Textil, sklo, porcelán (Husáriková, Lípa, Ježek), Galerie umění Ostrov nad Ohří 1964
- Alena Adlerová: Oldřich Lípa - Práce ve skle, Galerie umění Ostrov nad Ohří 1971
- Božena Vachudová: Oldřich Lípa - Kresby / odlesky skla, Galerie umění Karlovy Vary 2006

### Souborné publikace
- Karel Hetteš, Vetro di Boemia (XI. Triennale di Milano - sezione Cecoslovacchia), Uměleckoprůmyslové museum, Praha 1957
- Jiřina Medková, Ryté sklo: První přehlídka soudobé tvorby, Moravská galerie v Brně 1965
- Karel Hetteš, Současné české sklo, Mánes, Praha 1970
- Dušan Šindelář, Současné umělecké sklo v Československu, Obelisk 1970
- Alena Adlerová, Axel von Saldern, Böhmisches Glas der Gegenwart, Museum für Kunst und Gewerbe Hamburg 1973
- Jiřina Medková, Metamorfózy skla (Přehlídka současné československé skleněné plastiky), Moravská galerie v Brně 1973
- Malá encyklopedie výtvarných umělců a architektů Západních Čech (1945-1990), Západočeské nakladatelství 1990, s. 71-72
- Oldřich Palata, Skleněný inspiromat. Československé sklo z let 1955–1965, Severočeské muzeum v Liberci 1990 (kat. č. 87,88,92,96)
- Jiřina Medková a kol., Souvztažnosti (Skleněná plastika a vitráže 1992), Dům umění města Brna 1992
- Ivo Křen, Sklo 20. století (ze sbírky ateliérové tvorby českých výtvarníků ve východočeském muzeu v Pardubicích), Východočeské muzeum, Pardubice 1994
- Antonín Langhamer, Legenda o českém skle, 292 s., TIGRIS spol. s r. o. 1999, ISBN 80-86062-02-3
- Slovník českých a slovenských výtvarných umělců 1950–2001 (VII. L – Mal), Výtvarné centrum Chagall, Ostrava 2001
- Sylva Petrová, České sklo, Gallery, spol. s r.o. (Jaroslav Kořán) 2001, ISBN 80-86010-44-9
- Helmut Ricke ed., Czech Glass 1945-80: Design in an Age of Adversity, published by Arnoldsche, 2005, s. 252-254
- Anděla Horová (ed.), Nová encyklopedie českého výtvarného umění - dodatky, 988 s., Academia, nakladatelství Akademie věd České republiky 2006, ISBN 80-200-1209-5, s. 461
- Oldřich Palata, Hold sklu / A Homage to Glass, Severočeské muzeum Liberec 2011, s. 26
- Marcel Fišer, Michael Rund, Umění v Sokolově, CDS Horažďovice, Muzeum Sokolov 2013 (s. 79)